# 美濃橋
美濃橋（みのはし）は、岐阜県美濃市の長良川に架かる歩行者および自転車専用の吊橋である。

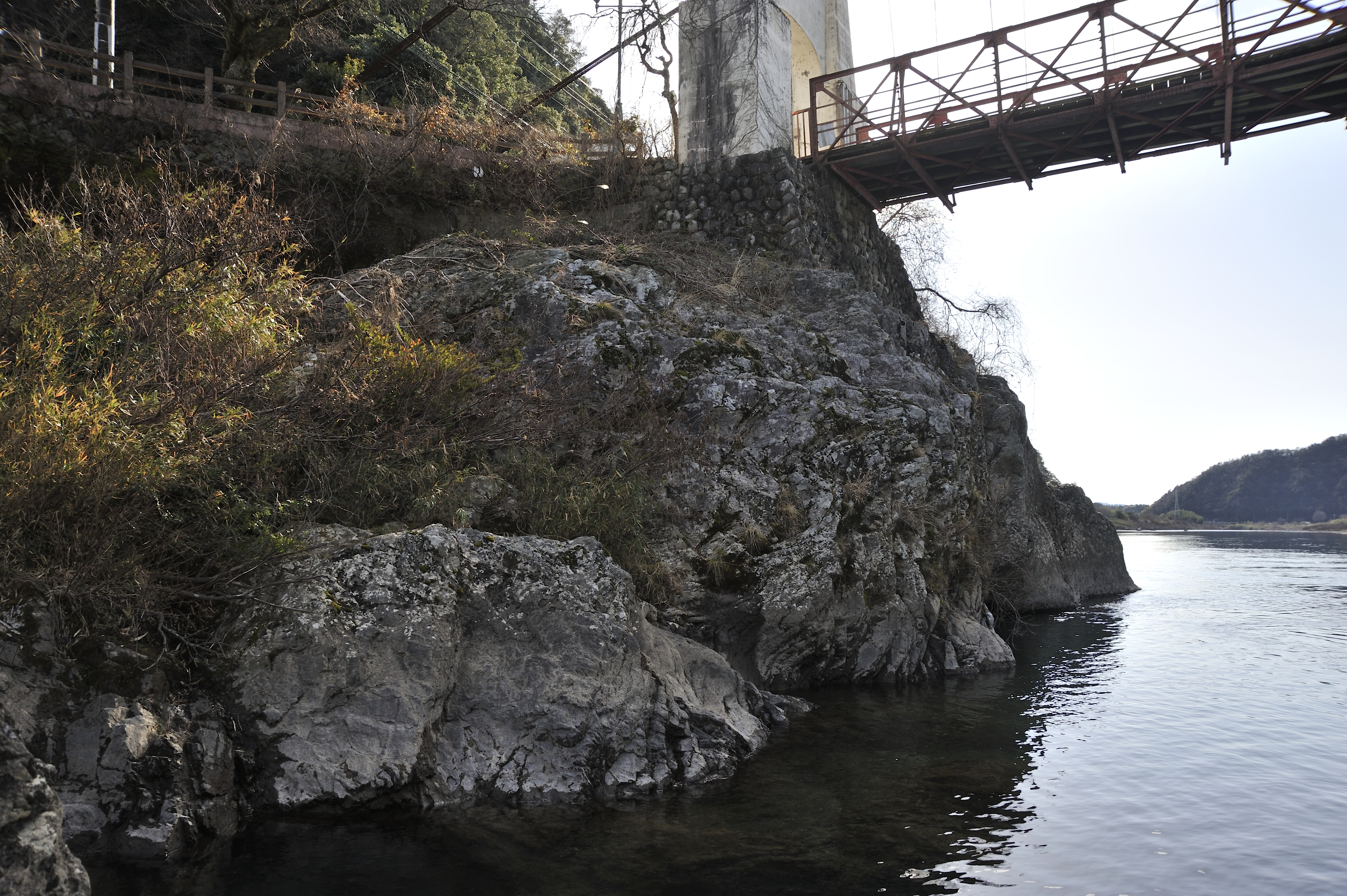
美濃橋の左岸主塔は左岸に飛び出した岩盤の上に築かれた。

1915年（大正4年）8月起工、1916年（大正5年）8月完成した吊橋。現存する最古の近代吊橋であり、2001年（平成13年）に土木学会選奨土木遺産を受賞し、2003年（平成15年）5月30日に重要文化財に指定された。
吊橋を支える主塔は鉄筋コンクリート製。床板は木製であり、鋼材でできた補剛トラスがあるのが特徴である。
設計・建築は、岐阜県出身の建築技師、戸谷亥名蔵。
2012年（平成24年）から耐震診断を含む詳細調査が行われ、2016年（平成28年）から5ヵ年かけて修復工事が実施された。

## 概要
- 供用開始：1916年（大正5年）8月[1]
- 橋長：113.0 m[1]
- 支間：116.0 m[1]
- 幅員：3.1 m[1]
- 橋梁形式：単径間補剛吊橋
- 使用鋼材：官営八幡製鐵所製[5]
- 所在地：岐阜県美濃市上有知 - 美濃市前野

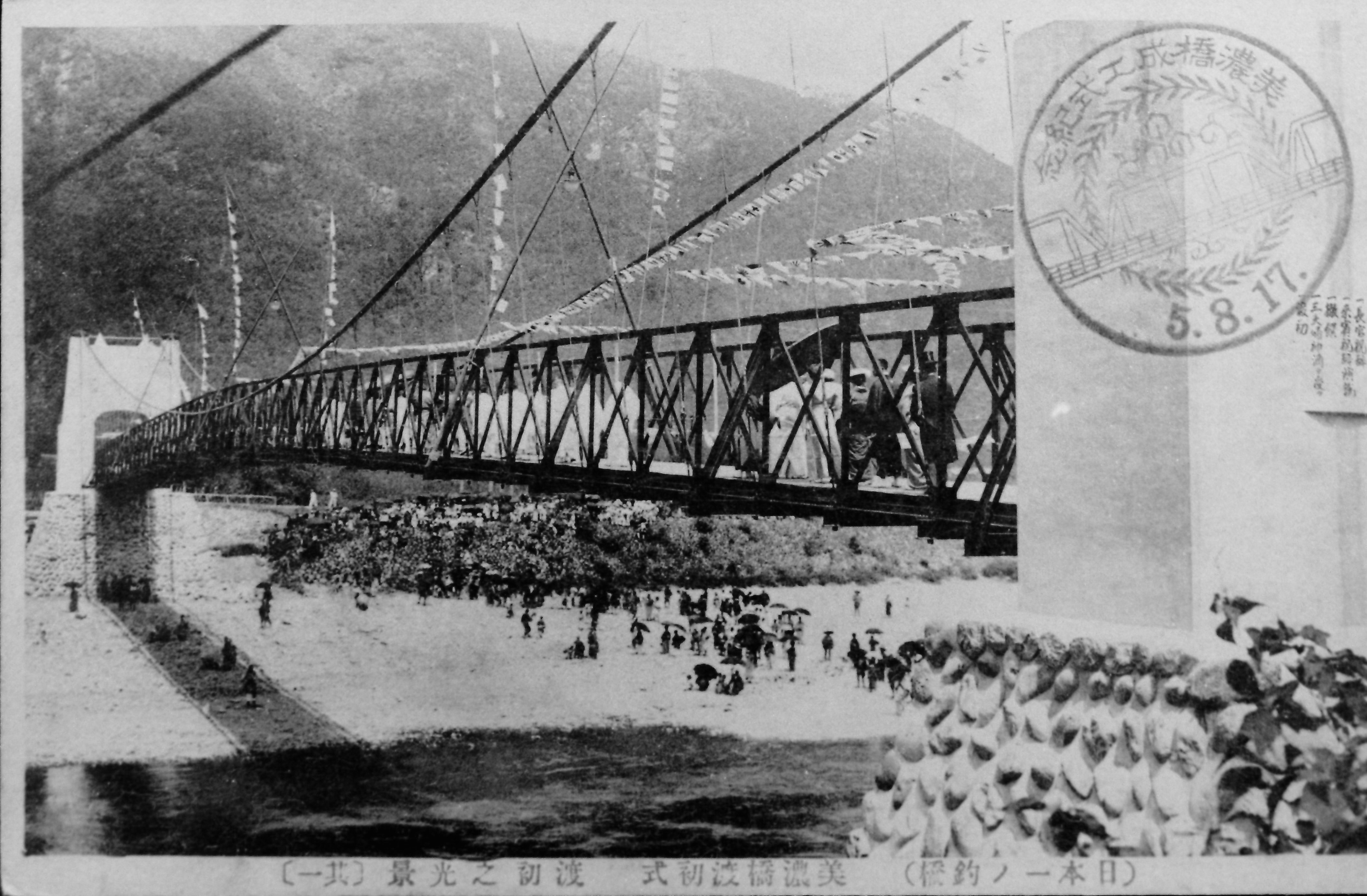
1916年発行記念葉書
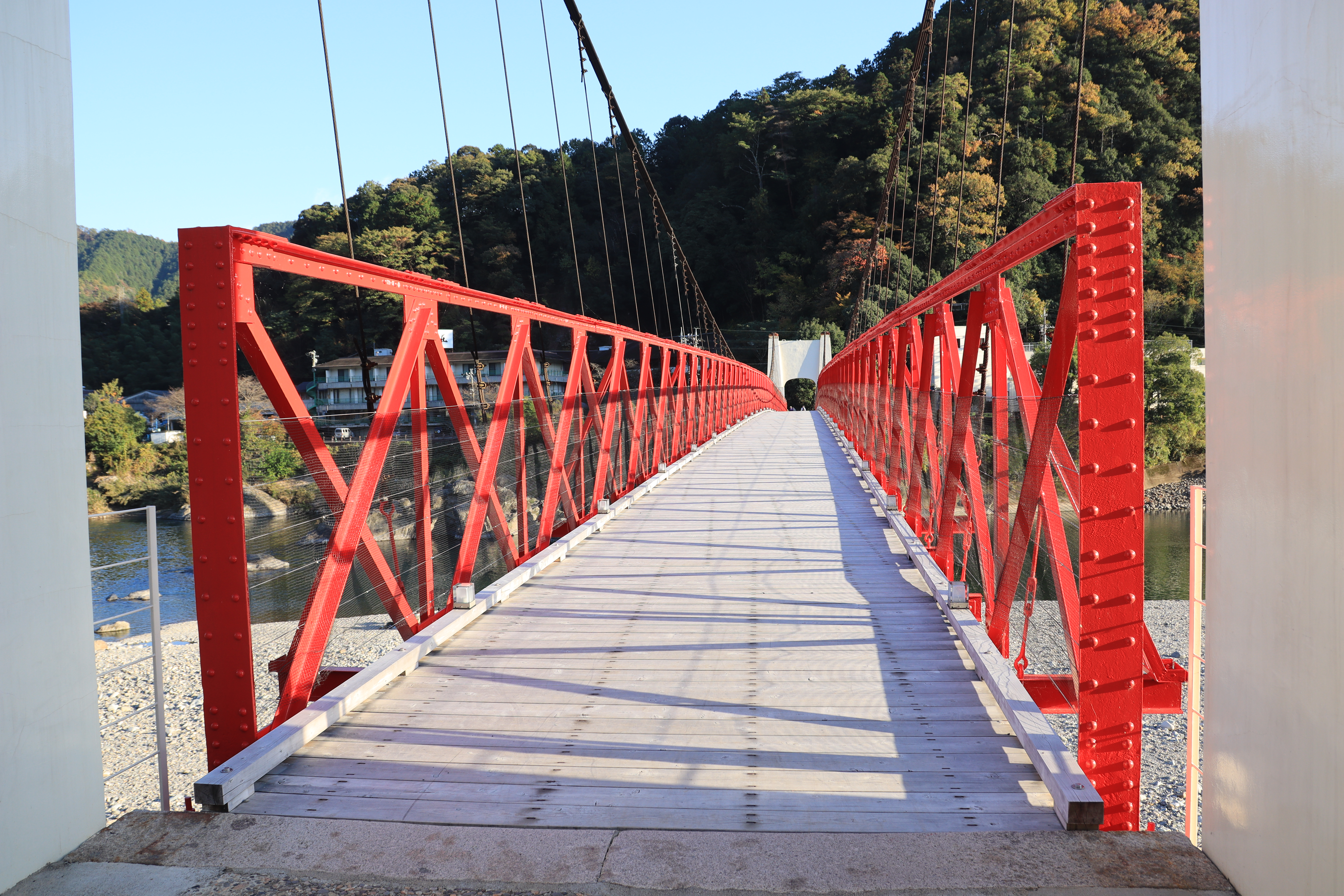
人・自転車専用の吊橋（2021年11月）

## その他
- 美濃橋の周辺は公園として整備されている。近くには小倉公園（小倉山、小倉山城）、上有知湊がある。
- 現在は人と自転車専用橋であるが、1965年（昭和40年）頃までは小型乗合バスなども通行していた。上流側には岐阜県道81号美濃洞戸線の新美濃橋が架かる。

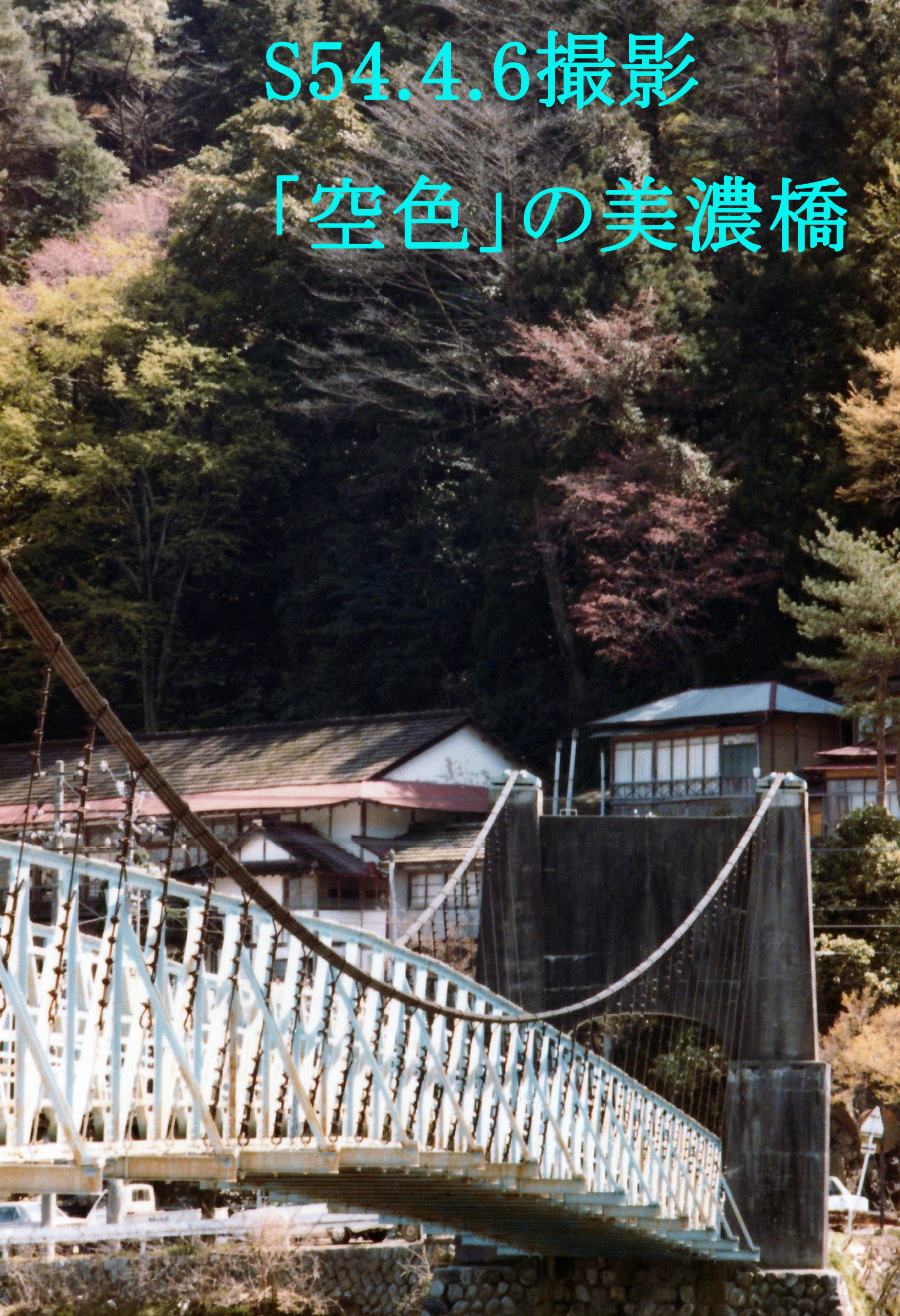
1979年（昭和54年）の美濃橋は「空色」だった。

- 現在は補剛トラス部が朱色に、主塔は白色に塗装されているが、昭和50年のトラス部は空色で[1]、主塔はコンクリート地のままだったという。
- 小倉山の急峻な斜面にある岩盤が長良川の底まで続いており、左岸に飛び出した岩盤の上に美濃橋の主塔を建てた。美濃橋は岩盤が多いこの地域の特徴を生かして建設された[6]。
- 橋のある場所は上有知湊のやや上流にあり、牧谷街道の前野渡し（渡し舟）により行き来が行われていたが、交通量が多くなりこの橋が架橋された。
- 夏場になると川遊びや河原でバーベキューを楽しむ行楽客で賑わうが、この美濃橋から飛び込む行為により水難事故が多発しており、毎年犠牲者が出ている。関市と美濃市は付近は飛び込み行為を行わなくても水難事故が多発する危険な場所であるとして、遊泳者らに注意を呼びかけている。2015年には飛び込み行為を防止するために、橋にネットが張られることとなった。ただし重要文化財であるため恒久的で頑丈な金網などを設置することが難しく、園芸用ネットを張ることで飛び込み行為を困難にする、という措置に留まっている[7]。